# Sociologia de l'arquitectura

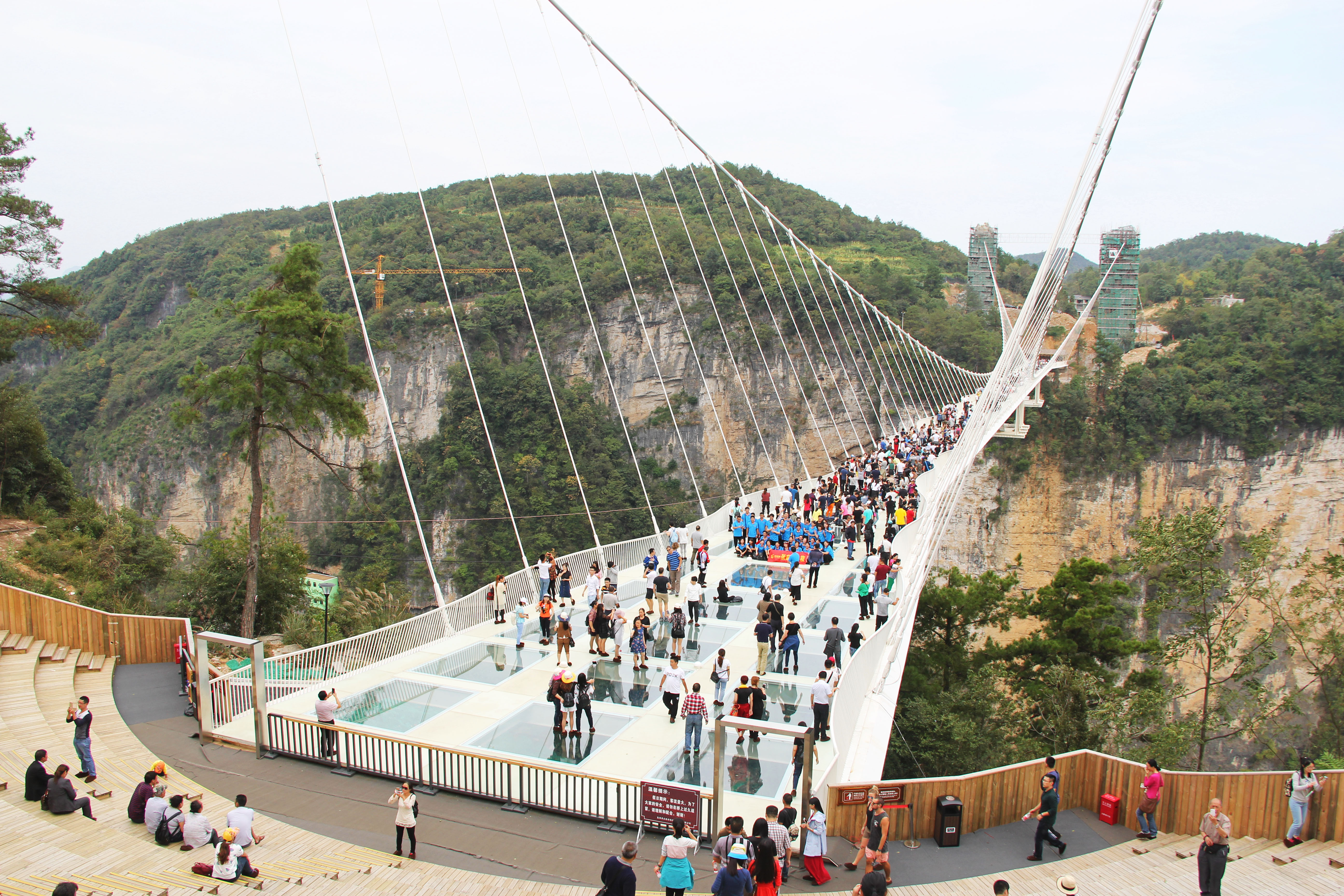
Grups de persones creuant el pont de vidre del Gran Canó de Zhangjiajie a la Xina. Imatge presa des del costat oest del congost.

La sociologia de l'arquitectura és l'estudi sociològic de l'entorn construït i el paper i l'ocupació dels arquitectes en les societats modernes.
L'arquitectura està constituïda bàsicament pels aspectes estètics, d'enginyeria i socials. L'entorn construït que està format per espais dissenyats i les activitats de les persones estan interrelacionades i són inseparables. Ens correspon entendre aquesta interrelació i escriure-la adequadament en el paper.
Les institucions socials són moltes i aquestes institucions socials de vegades necessiten espais funcionals que permetin que les persones que utilitzen l'edifici es beneficiïn de tots els aspectes d'ambdues, la finalitat del que habita l'edifici i per l'estructura variada, i el flux organitzat de la comunicació. Es pot dir que la manera com es dissenyen els edificis per satisfer les necessitats d'aquestes institucions socials/requisits socials és el compliment dels aspectes socials de l'arquitectura.

## Sociologia cultural
L'arquitectura és la forma visual (Gestalt) de la societat, i dins d'aquesta, tots els diferents tipus d'edificis (arquitectura del consum, de la mobilitat, del polític i religiós, així com fàbriques, presons, edificis de cinema, etc.) esdevenen objectes de la sociologia arquitectònica. Per exemple: com una arquitectura específica «expressa» l'estructura i els principis d'una societat determinada.

## Sociologia de l'arquitectura clàssica
Aquesta anàlisi sociològica de l'arquitectura es pot trobar en els autors clàssics de la sociologia en Marcel Mauss, Walter Benjamin, Norbert Elias, Michel Foucault, Ernst Bloch, Siegfried Kracauer, Pierre Bourdieu, Maurice Halbwachs, Karel Teige i altres.

## Sociologia dels artefactes arquitectònics
La sociologia de la tecnologia ofereix enfocaments a una sociologia dels artefactes (arquitectònics). Inicialment, aquesta sociologia està interessada en temes tècnics, mentre que els edificis (com a art i tècnica) no són el nucli d'aquesta disciplina. La perspectiva de l'arquitectura com a artefacte seria la qüestió de les «interaccions» entre arquitectura i subjecte: com una arquitectura molt concreta suggereix certes maneres, moviments, percepcions.

## Sociologia urbana i sociologia de l'espai
El terme «espai social» és utilitzat per Pierre Bourdieu i altres (en contrast amb l'arquitectura o l'entorn construït) en un sentit més abstracte: com a estructures espacials constituïdes socialment. Georg Simmel va fundar aquesta sociologia de l'espai i sempre va observar l'arquitectura de la societat.
Simmel va desplegar també una sociologia urbana (els seus articles es van llegir a l'Escola de Chicago); en la seva pregunta sobre les formes de vida específiques a les grans ciutats (Big cities and life of spirit, 1903). La sociologia urbana s'ocupa principalment de les estructures socials dins de la ciutat. Els seus punts són, per exemple, processos de segregació, urbanització i decadència de les ciutats. Recentment, hi ha un focus de recerca sobre les «diferències de ciutats», que s'associarà més a una sociologia de l'arquitectura. Ronald Daus està introduint nous conceptes en aquest àmbit, estudiant la història de les megaciutats extraeuropees.

## Sociologia professional, sociologia intel·lectual, i sociologia de la utopia
També es tracta d'una sociologia del coneixement i intel·lectual dels arquitectes.
L'aspecte professional tracta de la sociologia de l'arquitecte (sociologia professional) com a disciplina creativa i institucionalitzada acadèmicament (especialment Florent Champy, Oliver Schmidtke) així com qüestions sobre l'estatus de l'arquitecte en la societat.
Un altre aspecte del complex tema de l'arquitectura és la sociologia intel·lectual dels arquitectes; la qüestió de quin paper juguen ells mateixos en la societat, i això en el context d'una autèntica reivindicació sociotècnica que van formular a tot tardar al segle xx. Des del punt de vista de l'avantguarda, es tractava ni més ni menys que de l'alternativa «arquitectura o revolució» (Le Corbusier, Vers une architecture, 1923): l'ordre de la societat. En analogia amb la qüestió sociològica del coneixement sobre la ubicació social del pensament (Karl Mannheim) i els intel·lectuals lliures, la connexió amb la ubicació també s'hauria de treballar per als arquitectes.
Les utopies arquitectòniques també s'han de qüestionar; pel que fa a la seva incrustació històrica, la crítica a la societat, les solucions proposades i la seva eficàcia.